# Mušketa

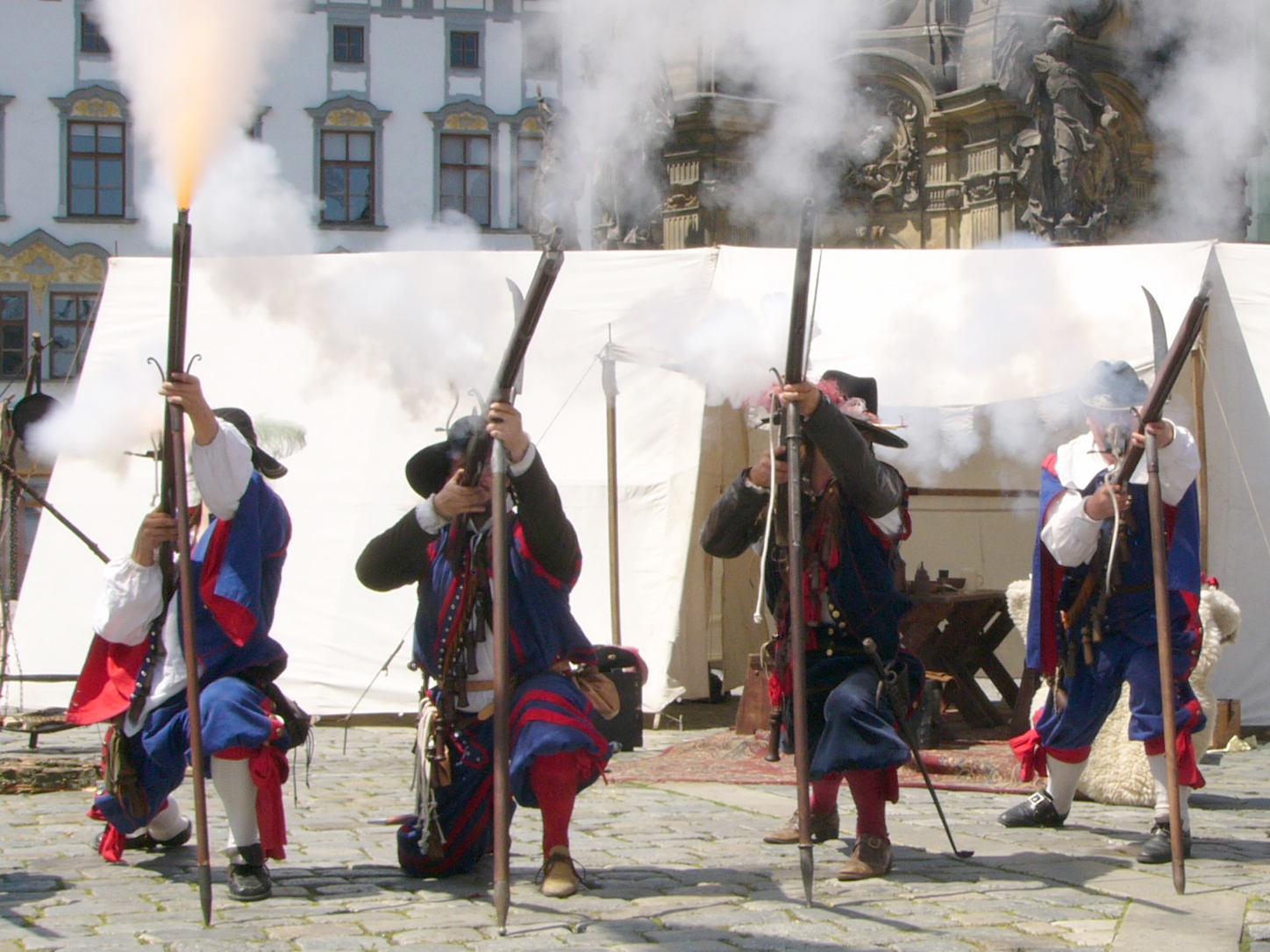
Mušketýři střílející z mušket. Voják ozbrojený mušketou se nazýval mušketýr. Historická rekonstrukce bitvy z doby třicetileté války

Mušketa je palná zbraň nabíjená zepředu, nejčastěji s doutnákovým zámkem. Mušketa byla těžší zbraň než arkebuza. Pravděpodobně se vyvinula v Itálii z palné zbraně zvané moschette nebo moschettone, která byla užívána na valech opevnění, ale byla příliš těžká na to, aby ji voják mohl nést a používat na bitevním poli. Na počátku 16. století začali Španělé používat palnou zbraň zvanou mušketa, která byla dostatečně lehká i pro bojiště, pokud se před střelbou opřela do „vidlice“ neboli furkety. Podle anglických standardů z počátku 17. století měla mít mušketa ráži 12 kulek na libru olova. Prachové náplně, které se sypaly zepředu do hlavně, byly umístěny ve 12 dřevěných uzavíratelných nádobkách (apoštolách, kvůli počtu) zavěšených na koženém bandalíru. Společně s apoštolami byl bandalír vybaven dřevěnou či mosaznou prachovnicí (také vyráběny ze zvířecích rohů), ve které býval na jemno nadrcený střelný prach na pánvičku. Při výstřelu zapálil doutnák střelný prach na pánvičce, prach následně prohořel do hlavně kónusovým otvorem zvaným zátravka.